# Communauté rurale de Némataba
La communauté rurale de Némataba est une communauté rurale du Sénégal située au centre-sud du pays. 
Elle fait partie de l'arrondissement de Saré Coly Sallé, du département de Vélingara et de la région de Kolda.